# ディロン・テイト
ディロン・マイケル・テイト（Dillon Michael Tate, 1994年5月1日 - ）は、アメリカ合衆国カリフォルニア州ロサンゼルス出身のプロ野球選手（投手）。右投右打。MLBのトロント・ブルージェイズ傘下所属。

## 経歴

### プロ入りとレンジャーズ傘下時代
2015年のMLBドラフト1巡目（全体4位）でテキサス・レンジャーズから指名され、プロ入り。契約後、傘下のA-級スポケーン・インディアンスでプロデビュー。A級ヒッコリー・クロウダッズでもプレーし、2球団合計で6試合に先発登板して防御率1.00、8奪三振を記録した。
2016年はA級ヒッコリーでプレーした。

### ヤンキース傘下時代
2016年8月1日のトレード期限最終日にカルロス・ベルトランとのトレードで、エリック・スワンソン、ニック・グリーンと共にニューヨーク・ヤンキースへ移籍した。移籍後は傘下のA級チャールストン・リバードッグスでプレーし、移籍前を含めた2球団合計で24試合（先発16試合）に登板して4勝3敗、防御率4.70、70奪三振を記録した。オフにはアリゾナ・フォールリーグに参加し、スコッツデール・スコーピオンズに所属した。
2017年はA+級タンパ・ヤンキースとAA級トレントン・サンダーでプレーし、2球団合計で13試合に先発登板して7勝2敗、防御率2.81、63奪三振を記録した。
2018年はAA級トレントンでプレーした。

### オリオールズ時代
2018年7月24日にザック・ブリットンとのトレードで、コディ・キャロル、ジョシュ・ロジャースと共にボルチモア・オリオールズへ移籍した。移籍後は傘下のAA級ボウイ・ベイソックスでプレーし、移籍前を含めた2球団合計で16試合に先発登板して7勝5敗、防御率4.16、96奪三振を記録した。オフの11月20日にルール・ファイブ・ドラフトでの流出を防ぐために40人枠入りした。
2019年、マイナーではA+級フレデリック・キーズとAA級ボウイでプレーした。7月26日にメジャー初昇格を果たし、29日のサンディエゴ・パドレス戦(ペトコ・パーク)でメジャーデビュー。この年はメジャーで16試合に登板して0勝2敗、防御率6.43、20奪三振を記録した。
2020年は12試合に登板して1勝1敗、防御率3.24、14奪三振を記録した。
2021年は62試合に登板したが、0勝6敗と大幅に負け越した。また、プロ初セーブを含む3セーブ8ホールド、防御率4.39、49奪三振を記録した。
2022年は67試合に登板して4勝4敗と持ち直した。また、5セーブ16ホールド、防御率3.05、自己最高となる60奪三振を記録した。
2023年は故障に悩まされたこともあり、メジャーで登板する機会は一度も無かった。
2024年の開幕はマイナーで迎えたが、4月29日にメジャー昇格を果たした。その後7月11日にバーチ・スミスの昇格に伴ってAAA級ノーフォークに降格となり、8月28日にフォレスト・ウォールを獲得したことに伴いDFAとなった。移籍前は29試合に登板して2勝1敗1セーブ2ホールド、防御率4.59、23奪三振という成績であった。

### ブルージェイズ時代
2024年9月1日にウェイバー公示を経てトロント・ブルージェイズへ移籍した。移籍後はそのままAAA級バッファロー・バイソンズに配属され、同月18日に移籍後初昇格を果たして4試合に登板した。この年は2球団合計で33試合に登板。2勝1敗1セーブ3ホールド、防御率4.66、27奪三振を記録した。オフの11月22日に一度はノンテンダーFAとなるも、2025年3月12日に1年総額140万ドルで契約を結び直した。オプションとして最大5万ドルの出来高が付く。5月9日にDFAとなった。

## 選手としての特徴
最速99.6mph（約160.3km/h）を計測するシンカーとスライダーでゴロを打たせる投球が持ち味である。

## 詳細情報

### 年度別投手成績
| 年 度    | 球 団    | 登 板 | 先 発 | 完 投 | 完 封 | 無 四 球 | 勝 利 | 敗 戦 | セ 丨 ブ | ホ 丨 ル ド | 勝 率 | 打 者 | 投 球 回 | 被 安 打 | 被 本 塁 打 | 与 四 球 | 敬 遠 | 与 死 球 | 奪 三 振 | 暴 投 | ボ 丨 ク | 失 点 | 自 責 点 | 防 御 率 | W H I P |
| -------- | -------- | ----- | ----- | ----- | ----- | -------- | ----- | ----- | -------- | ----------- | ----- | ----- | -------- | -------- | ----------- | -------- | ----- | -------- | -------- | ----- | -------- | ----- | -------- | -------- | ------- |
| 2019     | BAL      | 16    | 0     | 0     | 0     | 0        | 0     | 2     | 0        | 1           | .000  | 93    | 21.0     | 18       | 3           | 9        | 0     | 5        | 20       | 2     | 0        | 15    | 15       | 6.43     | 1.29    |
| 2020     | BAL      | 12    | 0     | 0     | 0     | 0        | 1     | 1     | 0        | 2           | .500  | 64    | 16.2     | 9        | 1           | 5        | 0     | 2        | 14       | 1     | 1        | 7     | 6        | 3.24     | 0.84    |
| 2021     | BAL      | 62    | 0     | 0     | 0     | 0        | 0     | 6     | 3        | 8           | .000  | 287   | 67.2     | 61       | 7           | 23       | 0     | 7        | 49       | 7     | 0        | 35    | 33       | 4.39     | 1.24    |
| 2022     | BAL      | 67    | 0     | 0     | 0     | 0        | 4     | 4     | 5        | 16          | .500  | 292   | 73.2     | 57       | 6           | 16       | 2     | 7        | 60       | 3     | 0        | 29    | 25       | 3.05     | 0.99    |
| 2024     | BAL      | 29    | 0     | 0     | 0     | 0        | 2     | 1     | 1        | 2           | .667  | 148   | 33.1     | 38       | 2           | 9        | 0     | 4        | 23       | 0     | 0        | 19    | 17       | 4.59     | 1.41    |
| 2024     | TOR      | 4     | 0     | 0     | 0     | 0        | 0     | 0     | 0        | 1           | ----  | 16    | 3.1      | 4        | 0           | 3        | 0     | 0        | 4        | 0     | 0        | 2     | 2        | 5.40     | 2.10    |
| '24計    | TOR      | 33    | 0     | 0     | 0     | 0        | 2     | 1     | 1        | 3           | .667  | 164   | 36.2     | 42       | 2           | 12       | 0     | 4        | 27       | 0     | 0        | 21    | 19       | 4.66     | 1.47    |
| MLB：5年 | MLB：5年 | 190   | 0     | 0     | 0     | 0        | 7     | 14    | 9        | 30          | .333  | 900   | 215.2    | 187      | 19          | 65       | 2     | 25       | 170      | 13    | 1        | 107   | 98       | 4.09     | 1.17    |

- 2024年度シーズン終了時

### 年度別守備成績
| 年 度 | 球 団 | 投手（P） | 投手（P） | 投手（P） | 投手（P） | 投手（P） | 投手（P） |
| 年 度 | 球 団 | 試 合     | 刺 殺     | 補 殺     | 失 策     | 併 殺     | 守 備 率  |
| ----- | ----- | --------- | --------- | --------- | --------- | --------- | --------- |
| 2019  | BAL   | 16        | 0         | 2         | 0         | 0         | 1.000     |
| 2020  | BAL   | 12        | 2         | 1         | 0         | 0         | 1.000     |
| 2021  | BAL   | 62        | 5         | 14        | 1         | 1         | .950      |
| 2022  | BAL   | 67        | 4         | 6         | 2         | 0         | .833      |
| 2024  | BAL   | 29        | 2         | 2         | 0         | 0         | 1.000     |
| 2024  | TOR   | 4         | 0         | 0         | 0         | 0         | ----      |
| '24計 | TOR   | 33        | 2         | 2         | 0         | 0         | 1.000     |
| MLB   | MLB   | 190       | 13        | 25        | 3         | 1         | .927      |

- 2024年度シーズン終了時

### 背番号
- 55（2019年 - 2024年途中）
- 33（2024年途中 - 同年終了）
- 9（2025年）